# The Game Awards 2020
The Game Awards 2020 foi a 7ª cerimônia de premiação anual do The Game Awards na qual homenageou os melhores jogos eletrônicos de 2020. Foi produzida e apresentada por Geoff Keighley, e aconteceu em 10 de dezembro de 2020. Ao contrário das cerimônias anteriores, o evento foi transmitido virtualmente devido à pandemia de COVID-19; Keighley se apresentou em um palco em Los Angeles, enquanto que as apresentações musicais aconteceram virtualmente em palcos de Londres e Tóquio. O evento apresentou o primeiro prêmio "Future Class", uma lista de personalidades da indústria de jogos eletrônicos que melhor representam o futuro dos jogos. Também introduziu um novo prêmio de "Inovação em Acessibilidade", para jogos que apresentavam opções de acessibilidade notáveis.
O pré-show da cerimônia foi apresentado por Sydnee Goodman. O evento foi transmitido ao vivo em 45 plataformas diferentes e contou com várias apresentações musicais, bem como celebridades como apresentadores de prêmios. The Last of Us Part II recebeu o maior número de indicações e vitórias na história do evento — onze e sete, respectivamente — e foi premiado como "Jogo do Ano". Neil Druckmann e Halley Gross venceram na categoria de "Melhor Narrativa" por seu trabalho no jogo, enquanto que Laura Bailey foi premiada como "Melhor Performance" por seu papel como Abby. Vários novos jogos foram anunciados durante o evento, incluindo Ark II, Perfect Dark e um novo jogo da série Mass Effect sem título.
O evento de 2020 foi a cerimônia mais cara até então. Foi visto por mais de 83 milhões de streams, o máximo em sua história, com 8,3 milhões de espectadores simultâneos em seu pico. Ele recebeu uma recepção mista de publicações na mídia, com elogios direcionados a anúncios de novos jogos e algumas críticas por não permitir que os desenvolvedores tenham mais tempo para falar. Alguns críticos e telespectadores compartilharam preocupações sobre o sucesso de The Last of Us Part II devido à sua narrativa polarizadora e ao uso de "crunch time" pela desenvolvedora.

## Vencedores e indicados
Os indicados para o The Game Awards 2020 foram anunciados em 18 de novembro de 2020, com qualquer jogo lançado antes de 20 de novembro desse ano sendo elegível para consideração. Os indicados foram compilados por um painel de júri com membros de mais de 96 meios de comunicação em todo o mundo; as cédulas foram enviadas aos meios de comunicação em 29 de outubro e deviam ser devolvidas em 6 de novembro, embora tivessem até 13 de novembro para enviar cédulas atualizadas. Os veículos de comunicação foram obrigados a enviarem três jogos para cada categoria a fim de determinar os indicados. Os vencedores foram definidos entre o voto do júri (90% de impacto nos resultados finais) e votos do público (10%); o último foi realizado no site oficial e em plataformas de redes sociais como Facebook e Twitter, e encerrado em 9 de dezembro. As duas exceções foram nas categorias de "Jogo Mais Aguardado" e "Voz dos Jogadores" que foram totalmente nomeados e votados pelo público; o primeiro foi determinado exclusivamente no Twitter e anunciado durante o evento, e o último foi anunciado em 8 de dezembro após várias rodadas de votação. Um novo prêmio de "Inovação em Acessibilidade" também foi adicionado para jogos que apresentavam opções de acessibilidade notáveis. Cerca de 18,3 milhões de pessoas participaram da votação do público, o dobro da cerimônia anterior.

### Categorias
Títulos em negrito e listados em primeiro venceram nas respectivas categorias:

#### Jogos eletrônicos
| Jogo do Ano | Melhor Direção de Jogo |
| --- | --- |
| - The Last of Us Part II – Naughty Dog/Sony Interactive Entertainment - Animal Crossing: New Horizons – Nintendo - Doom Eternal – id Software/Bethesda Softworks - Final Fantasy VII Remake – Square Enix - Ghost of Tsushima – Sucker Punch Productions/Sony Interactive Entertainment - Hades – Supergiant Games                                                    | - The Last of Us Part II – Naughty Dog/Sony Interactive Entertainment - Final Fantasy VII Remake – Square Enix - Ghost of Tsushima – Sucker Punch Productions/Sony Interactive Entertainment - Hades – Supergiant Games - Half-Life: Alyx – Valve |
| Melhor Narrativa | Melhor Direção de Arte |
| - The Last of Us Part II – Neil Druckmann e Halley Gross - 13 Sentinels: Aegis Rim – George Kamitani - Final Fantasy VII Remake – Kazushige Nojima, Motomu Toriyama, Hiroaki Iwaki e Sachie Hirano - Ghost of Tsushima – Ian Ryan, Liz Albl, Patrick Downs e Jordan Lemos - Hades – Greg Kasavin                                                                      | - Ghost of Tsushima – Sucker Punch Productions/Sony Interactive Entertainment - Final Fantasy VII Remake – Square Enix - Hades – Supergiant Games - Ori and the Will of the Wisps – Moon Studios/Xbox Game Studios - The Last of Us Part II – Naughty Dog/Sony Interactive Entertainment |
| Melhor Trilha Sonora | Melhor Design de Áudio |
| - Final Fantasy VII Remake – Nobuo Uematsu, Masashi Hamauzu e Mitsuto Suzuki - Doom Eternal – Mick Gordon - Hades – Darren Korb - Ori and the Will of the Wisps – Gareth Coker - The Last of Us Part II – Gustavo Santaolalla e Mac Quayle | - The Last of Us Part II – Naughty Dog/Sony Interactive Entertainment - Doom Eternal – id Software/Bethesda Softworks - Half-Life: Alyx – Valve - Ghost of Tsushima – Sucker Punch Productions/Sony Interactive Entertainment - Resident Evil 3 – Capcom |
| Melhor Performance | Melhor Jogo Contínuo |
| - Laura Bailey como Abby – The Last of Us Part II - Ashley Johnson como Ellie – The Last of Us Part II - Daisuke Tsuji como Jin Sakai – Ghost of Tsushima - Logan Cunningham como Hades – Hades - Nadji Jeter como Miles Morales – Spider-Man: Miles Morales | - No Man's Sky – Hello Games - Apex Legends – Respawn Entertainment/Electronic Arts - Destiny 2 – Bungie - Call of Duty: Warzone – Infinity Ward/Raven Software/Activision - Fortnite – Epic Games |
| Jogo Mais Impactante | Melhor Jogo Independente |
| - Tell Me Why – Dontnod Entertainment/Xbox Game Studios - If Found... – Dreamfeel/Annapurna Interactive - Kentucky Route Zero – Cardboard Computer/Annapurna Interactive - Spiritfarer – Thunder Lotus Games - Through the Darkness of Times – Paintbucket Games/HandyGames                                                                                           | - Hades – Supergiant Games - Carrion – Phobia Game Studio/Devolver Digital - Fall Guys – Mediatonic/Devolver Digital - Spelunky 2 – Mossmouth - Spiritfarer – Thunder Lotus Games |
| Melhor Jogo Mobile | Melhor Jogo de VR/AR |
| - Among Us – InnerSloth - Call of Duty: Mobile – TiMi Studios/Activision - Genshin Impact – miHoYo - Legends of Runeterra – Riot Games - Pokémon Café Mix – Genius Sonority/The Pokémon Company | - Half-Life: Alyx – Valve - Dreams – Media Molecule/Sony Interactive Entertainment - Iron Man VR – Camouflaj/Sony Interactive Entertainment - Star Wars Squadrons – Motive Studios/Electronic Arts - The Walking Dead: Saints & Sinners – Skydance Interactive |
| Melhor Jogo de Ação | Melhor Jogo de Ação-aventura |
| - Hades – Supergiant Games - Doom Eternal – id Software/Bethesda Softworks - Half-Life: Alyx – Valve - Nioh 2 – Team Ninja - Streets of Rage 4 – Dotemu | - The Last of Us Part II – Naughty Dog/Sony Interactive Entertainment - Assassin's Creed Valhalla – Ubisoft - Ghost of Tsushima – Sucker Punch Productions/Sony Interactive Entertainment - Spider-Man: Miles Morales – Insomniac Games/Sony Interactive Entertainment - Ori and the Will of the Wisps – Moon Studios/Xbox Game Studios - Star Wars Jedi: Fallen Order – Respawn Entertainment/Electronic Arts |
| Melhor Jogo de RPG | Melhor Jogo de Luta |
| - Final Fantasy VII Remake – Square Enix - Genshin Impact – miHoYo - Persona 5 Royal – P-Studio/Sega - Wasteland 3 - inXile Entertainment/Deep Silver - Yakuza: Like a Dragon – Ryu Ga Gotoku Studio/Sega | - Mortal Kombat 11: Ultimate Edition – NetherRealm Studios/WB Games - Granblue Fantasy Versus – Arc System Works/Cygames/Xseed Games - Street Fighter V Champion Edition – Dimps/Capcom - One-Punch Man: A Hero Nobody Knows – Spike Chunsoft/Bandai Namco - Under Night In-Birth Exe:Late[cl-r] – French Bread/Arc System Works/Aksys                                                                         |
| Melhor Jogo para Família | Melhor Jogo de Simulação/Estratégia |
| - Animal Crossing: New Horizons – Nintendo - Crash Bandicoot 4: It's About Time – Toys for Bob/Activision - Fall Guys – Mediatonic/Devolver Digital - Mario Kart Live: Home Circuit – Nintendo - Minecraft Dungeons – Mojang Studios/Xbox Game Studios - Paper Mario: The Origami King – Nintendo                                                                     | - Microsoft Flight Simulator - Asobo Studio/Xbox Game Studios - Crusader Kings III – Paradox Interactive - Desperados III – Mimimi Games/THQ Nordic - Gears Tactics – Splash Damage/The Coalition/Xbox Game Studios - XCOM: Chimera Squad – Firaxis Games/2K Games |
| Melhor Jogo de Esporte/Corrida | Melhor Jogo Multiplayer |
| - Tony Hawk's Pro Skater 1 + 2 – Vicarious Visions/Activision - Dirt 5 – Codemasters - F1 2020 – Codemasters - NBA 2K21 – 2K - FIFA 21 – EA Vancouver/EA Sports | - Among Us – InnerSloth - Animal Crossing: New Horizons – Nintendo - Call of Duty: Warzone – Infinity Ward/Raven Software/Activision - Fall Guys – Mediatonic/Devolver Digital - Valorant – Riot Games |
| Melhor Estreia Independente | Melhor Suporte à Comunidade |
| - Phasmophobia – Kinetic Games - Carrion – Phobia Game Studio/Devolver Digital - Mortal Shell – Cold Symmetry/Playstack - Raji: An Ancient Epic – Nodding Heads Games/Super.com - Röki – Polygon Treehouse/United Label | - Fall Guys – Mediatonic/Devolver Digital - Apex Legends – Respawn Entertainment/Electronic Arts - Destiny 2 – Bungie - Fortnite – Epic Games - No Man's Sky – Hello Games - Valorant – Riot Games |
| Inovação em Acessibilidade | Criador de Conteúdo do Ano |
| - The Last of Us Part II – Naughty Dog/Sony Interactive Entertainment - Assassin's Creed Valhalla – Ubisoft - Grounded – Obsidian Entertainment/Xbox Game Studios - Hyperdot – Tribe Games/Glitch - Watch Dogs: Legion – Ubisoft | - Rachell "Valkyrae" Hofstetter - Alanah Pearce - Jay-Ann Lopez - Nick "NICKMERCS" Kolcheff - Timothy "TimTheTatman" Betar |
| Jogo Mais Aguardado | Voz dos Jogadores |
| - Elden Ring – FromSoftware/Bandai Namco Entertainment - Sequência de God of War - Santa Monica Studio/Sony Interactive Entertainment - Halo Infinite – 343 Industries/Xbox Game Studios - Horizon Forbidden West – Guerrilla Games/Sony Interactive Entertainment - Resident Evil Village – Capcom - Sequência de The Legend of Zelda: Breath of the Wild – Nintendo | - Ghost of Tsushima – Sucker Punch Productions/Sony Interactive Entertainment - Doom Eternal – id Software/Bethesda Softworks - Hades – Supergiant Games - Spider-Man: Miles Morales – Insomniac Games/Sony Interactive Entertainment - The Last of Us Part II – Naughty Dog/Sony Interactive Entertainment |

#### eSports
| Melhor Jogo de eSports | Melhor Jogador de eSports |
| --- | --- |
| - League of Legends – Riot Games - Call of Duty: Modern Warfare – Infinity Ward/Raven Software/Activision - Counter-Strike: Global Offensive – Valve - Fortnite – Epic Games - Valorant – Riot Games | - Heo "Showmaker" Su (Damwon Gaming, League of Legends) - Ian "Crimsix" Porter (Dallas Empire, Call of Duty) - Kim "Canyon" Geon-bu (Damwon Gaming, League of Legends) - Anthony "Shotzzy" Cuevas-Castro (Dallas Empire, Call of Duty) - Matthieu "ZywOo" Herbaut (Team Vitality, Counter-Strike: Global Offensive) |
| Melhor Time de eSports | Melhor Treinador de eSports |
| - G2 Esports (League of Legends) - Damwon Gaming (League of Legends) - Dallas Empire (Call of Duty League) - San Francisco Shock (Overwatch League) - Team Secret (Dota 2) | - Danny "zonic" Sorensen (Astralis, Counter-Strike: Global Offensive) - Dae-hee "Crusty" Park (San Francisco Shock, Overwatch League) - Fabian "Grabbz" Lohmann (G2 Esports, League of Legends) - Lee "Zefa" Jae-min (T1, League of Legends) - Raymond "rambo" Lussier (Dallas Empire, Call of Duty)                |
| Melhor Evento de eSports | Melhor Apresentador de eSports |
| - League of Legends World Championship 2020 (League of Legends) - BLAST Premier: Spring 2020 European Finals (Counter-Strike: Global Offensive) - Call of Duty League Championship 2020 (Call of Duty: Modern Warfare) - IEM Katowice 2020 (Counter-Strike: Global Offensive) - 2020 Overwatch League Grand Finals (Overwatch) | - Eefje "Sjokz" Depoortere - Alex "Goldenboy" Mendez - Alex "Machine" Richardson - James "Dash" Patterson - Jorien "Sheever" van der Heijden |

## Jogos com múltiplas indicações e prêmios

### Múltiplas indicações
The Last of Us Part II recebeu onze indicações, o maior número na história do evento. Outros jogos com múltiplas indicações incluíram Hades com nove, Ghost of Tsushima com oito, Final Fantasy VII Remake com seis e Doom Eternal com cinco. A Sony Interactive Entertainment teve 26 indicações no total, mais do que qualquer outra publicadora, seguida pela Supergiant Games e Xbox Game Studios com nove.
| Indicações | Jogo                          |
| ---------- | ----------------------------- |
| 11         | The Last of Us Part II        |
| 9          | Hades                         |
| 8          | Ghost of Tsushima             |
| 6          | Final Fantasy VII Remake      |
| 5          | Doom Eternal                  |
| 4          | Fall Guys                     |
| 4          | Half-Life: Alyx               |
| 3          | Animal Crossing: New Horizons |
| 3          | Fortnite                      |
| 3          | Ori and the Will of the Wisps |
| 3          | Spider-Man: Miles Morales     |
| 3          | Valorant                      |
| 2          | Among Us                      |
| 2          | Apex Legends                  |
| 2          | Assassin's Creed Valhalla     |
| 2          | Call of Duty: Warzone         |
| 2          | Carrion                       |
| 2          | Destiny 2                     |
| 2          | Genshin Impact                |
| 2          | No Man's Sky                  |
| 2          | Spiritfarer                   |

| Indicações            | Publicadoras                   |
| --------------------- | ------------------------------ |
| 26                    | Sony Interactive Entertainment |
| 9                     | Supergiant Games               |
| 9                     | Xbox Game Studios              |
| 6                     | Activision                     |
| 6                     | Devolver Digital               |
| 6                     | Nintendo                       |
| 6                     | Square Enix                    |
| 5                     | Bethesda Softworks             |
| 5                     | Riot Games                     |
| 5                     | Valve                          |
| 4                     | Electronic Arts                |
| 3                     | Capcom                         |
| 3                     | Epic Games                     |
| 3                     | Sega                           |
| 3                     | Ubisoft                        |
| 2                     |                                |
| 2K Games              |                                |
| Annapurna Interactive |                                |
| Bandai Namco          |                                |
| Bungie                |                                |
| Codemasters           |                                |
| Hello Games           |                                |
| InnerSloth            |                                |
| miHoYo                |                                |
| Thunder Lotus Games   |                                |

### Múltiplos prêmios
The Last of Us Part II recebeu o maior número de prêmios na história do evento, vencendo em sete categorias. Quatro jogos — Among Us, Final Fantasy VII Remake, Ghost of Tsushima e Hades — ganharam dois prêmios. Entre seus dois jogos vencedores, a Sony Interactive Entertainment ganhou um total de nove prêmios, enquanto que a InnerSloth, Square Enix, Supergiant Games e Xbox Game Studios ganharam dois.
| Prêmios | Jogo                     |
| ------- | ------------------------ |
| 7       | The Last of Us Part II   |
| 2       | Among Us                 |
| 2       | Final Fantasy VII Remake |
| 2       | Ghost of Tsushima        |
| 2       | Hades                    |

| Prêmios | Publicadora                    |
| ------- | ------------------------------ |
| 9       | Sony Interactive Entertainment |
| 2       | InnerSloth                     |
| 2       | Square Enix                    |
| 2       | Supergiant Games               |
| 2       | Xbox Game Studios              |

## Apresentadores e performances musicais
As seguintes personalidades, listadas em ordem de aparição, apresentaram categorias, trailers ou executaram performances musicais. Todos os outros prêmios foram entregues por Geoff Keighley ou Sydnee Goodman.

### Apresentadores
| Nome                  | Função                                                                                             |
| --------------------- | -------------------------------------------------------------------------------------------------- |
| Rand Miller           | Apresentou o trailer de lançamento de Myst para o Oculus Quest                                     |
| Stephen A. Smith      | Apresentou a categoria de Melhor Jogador de eSports                                                |
| Brie Larson           | Apresentou a categoria de Melhor Performance                                                       |
| Chris Ashton          | Apresentou o trailer de jogabilidade do jogo Back 4 Blood                                          |
| Josh Holmes           | Apresentou o trailer de anúncio beta para Scavengers                                               |
| Glen Schofield        | Apresentou o trailer de revelação de The Callisto Protocol                                         |
| John David Washington | Apresentou a categoria de Melhor Narrativa                                                         |
| Cozinheiro Sueco      | Apresentou o trailer do Cozinheiro Sueco para Overcooked: All You Can Eat                          |
| DrLupo                | Introduziu o Future Class                                                                          |
| Gal Gadot             | Apresentou a categoria de Jogo Mais Impactante                                                     |
| Tom Holland           | Introduziu o apresentador Nolan North                                                              |
| Nolan North           | Apresentou a categoria de Melhor Jogo Multiplayer                                                  |
| Ralph Macchio         | Apresentaram a categoria de Melhor Jogo de Luta                                                    |
| Yuji Okumoto          | Apresentaram a categoria de Melhor Jogo de Luta                                                    |
| Josef Fares           | Apresentou o trailer de revelação de It Takes Two                                                  |
| Reggie Fils-Aimé      | Apresentou a categoria de Inovação em Acessibilidade                                               |
| Troy Baker            | Introduziu a performance de Eddie Vedder                                                           |
| Jacksepticeye         | Apresentou a categoria de Criador de Conteúdo do Ano                                               |
| Donald Mustard        | Apresentou os trailers de Master Chief, Blood Gulch e The Walking Dead para Fortnite Battle Royale |
| Kaskade               | Apresentou o trailer da 2ª temporada de Rocket League                                              |
| Keanu Reeves          | Apresentou a categoria de Melhor Direção de Jogo                                                   |
| Christopher Nolan     | Apresentou a categoria de Jogo do Ano                                                              |

### Performances
| Nome                             | Canção                | Jogo(s)                       | Local                       |
| -------------------------------- | --------------------- | ----------------------------- | --------------------------- |
| Lyn Inaizumi                     | "Last Surprise"       | Persona 5 Strikers            | Tóquio                      |
| OFK                              | "Follow/Unfollow"     | We Are OFK                    | Virtual                     |
| Orquestra Filarmônica de Londres | Medley de Mario       | Série Super Mario             | Abbey Road Studios, Londres |
| Orquestra Filarmônica de Londres | Medley de Jogo do Ano | Animal Crossing: New Horizons | Abbey Road Studios, Londres |
| Orquestra Filarmônica de Londres | Medley de Jogo do Ano | Doom Eternal                  | Abbey Road Studios, Londres |
| Orquestra Filarmônica de Londres | Medley de Jogo do Ano | Final Fantasy VII Remake      | Abbey Road Studios, Londres |
| Orquestra Filarmônica de Londres | Medley de Jogo do Ano | Ghost of Tsushima             | Abbey Road Studios, Londres |
| Orquestra Filarmônica de Londres | Medley de Jogo do Ano | Hades                         | Abbey Road Studios, Londres |
| Orquestra Filarmônica de Londres | Medley de Jogo do Ano | The Last of Us Part II        | Abbey Road Studios, Londres |
| Eddie Vedder                     | "Future Days"         | The Last of Us Part II        | Seattle                     |

## Informações da cerimônia

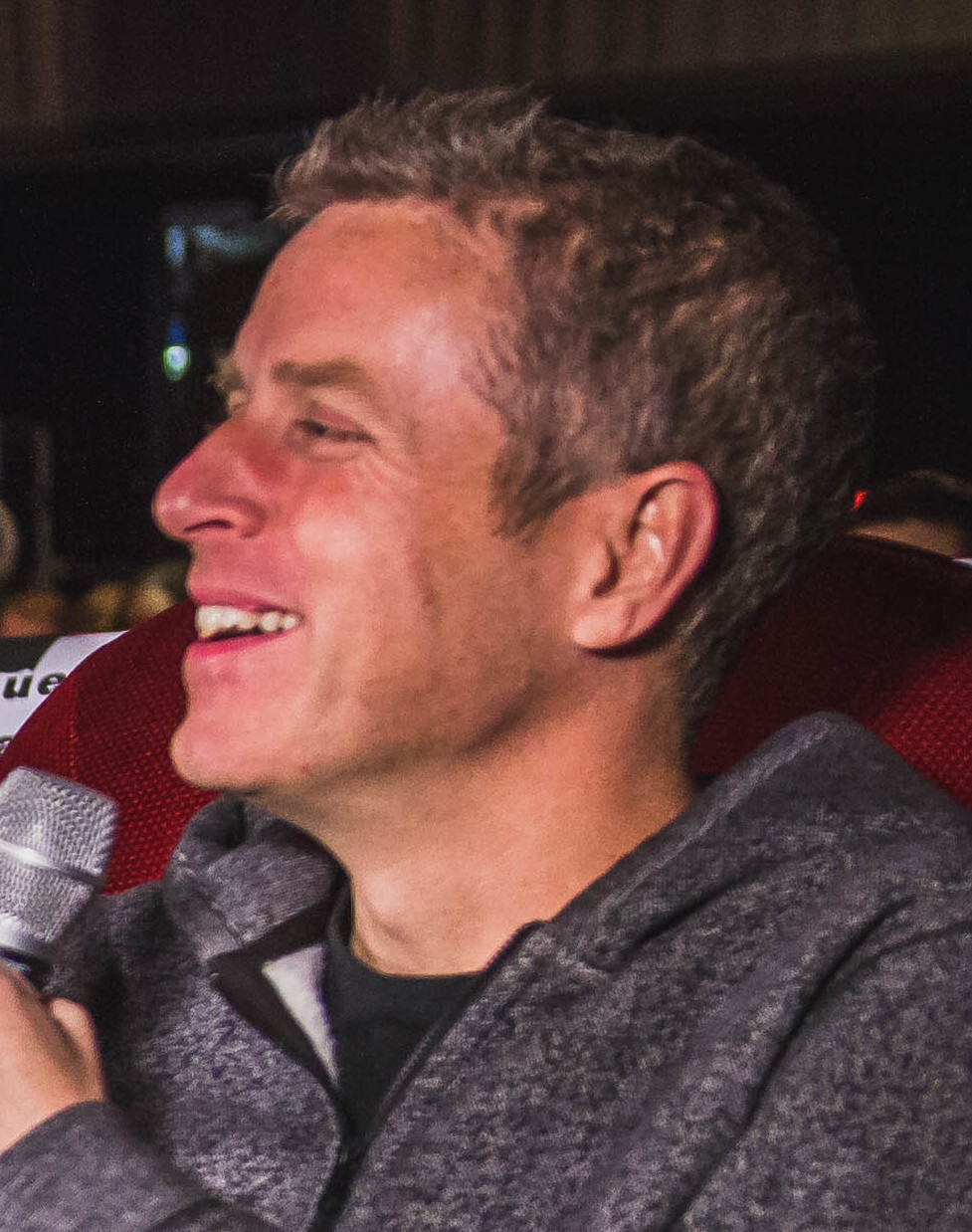
The Game Awards 2020 foi produzido e apresentado por Geoff Keighley.

Devido à contínua pandemia de COVID-19, o criador e produtor do evento, Geoff Keighley, não queria hospedar uma cerimônia normal para a edição de 2020. Não querendo fazer um hiato e inspirado pelo sucesso do Summer Game Fest, ele considerou hospedar o evento de sua casa, mas sua diretoria o encorajou a tentar uma cerimônia maior no mesmo nível dos anos anteriores. No caso de um aumento significativo de casos de COVID-19 na Califórnia, a equipe tinha vários planos de backup para o evento, incluindo a transmissão da casa de Keighley. Keighley trabalhou com seus parceiros para desenvolver um evento virtual. Ele e sua equipe se inspiraram em outros eventos ao longo do ano, incluindo a Convenção Nacional Democrata de 2020, na qual o "público" foi apresentado em telas virtuais, bem como o 72º Primetime Emmy Awards, em que os anfitriões ficaram isolados no palco e os indicados aceitos por videochamada. Enquanto desenvolvia o evento, Keighley também falou com centenas de telespectadores via Zoom para discutir seus próprios interesses; essas ligações frequentemente incluíam outras figuras da indústria, como o presidente da Valve Corporation, Gabe Newell, e o diretor criativo da Epic Games, Donald Mustard.
A apresentação usou três estúdios de som em Los Angeles, Londres e Tóquio; cada local teve um número mínimo de participantes, principalmente relacionados à equipe de produção e apresentadores. Keighley disse que isso permitiu que eles incluíssem eventos de apresentação adicionais como em cerimônias anteriores, bem como explorarem levarem eventos futuros para locais diferentes. Segundo Keighley, o tema da cerimônia foi sobre força e conforto, dado o impacto da pandemia. Ele queria implorar o tema da união, dado o lançamento do PlayStation 5 e do Xbox Series X/S em novembro de 2020; ele citou o The Game Awards 2018 como um exemplo desse tema, que teve início com Reggie Fils-Aimé da Nintendo, Phil Spencer da Microsoft e Shawn Layden da Sony, todos compartilhando o palco. Keighley sentiu que a inclusão de estrelas do cinema e da televisão era uma maneira interessante de mostrar uma apreciação mais ampla pela indústria. Sua equipe queria incluir Henry Cavill no evento, mas ele estava ocupado trabalhando em The Witcher.
Keighley observou que o evento de 2020 foi o mais caro até então, em parte devido aos testes de COVID-19 necessários para a equipe técnica e as configurações de câmeras remotas em todo o mundo. Como no evento anterior, a apresentação ocorreu junto com o Game Festival, consistindo em demos jogáveis e conteúdos adicionais dos jogos. O evento apresentou o primeiro prêmio Future Class, uma lista de personalidades de toda a indústria de jogos eletrônicos que melhor representam o futuro dos jogos. Os induzidos incluíram profissionais da indústria, como Blessing Adeoye Jr. da Kinda Funny, Halley Gross da Naughty Dog, e Kallie Plagge da GameSpot. A apresentação foi ao ar em 10 de dezembro de 2020, transmitida ao vivo em mais de 45 plataformas on-line. Foi produzida executivamente por Keighley e Kimmie Kim, e dirigida por Richard Preuss. LeRoy Bennett voltou a atuar como diretor de criação.

### Anúncios
Por volta de abril e maio de 2020, Keighley estava preocupado com a potencial falta de anúncios de jogos devido ao impacto da COVID-19 na indústria; no entanto, várias desenvolvedoras foram capazes de enviar seus anúncios e trailers para demonstração. Anúncios sobre jogos futuros e lançados recentemente foram feitos para Among Us, Back 4 Blood, Call of Duty: Black Ops Cold War, Disco Elysium, Dragon Age 4, Fall Guys: Ultimate Knockout, Fortnite, Forza Horizon 4, The Elder Scrolls Online, It Takes Two, Microsoft Flight Simulator, Monster Hunter Rise, Myst, Nier Replicant ver.1.22474487139..., Oddworld: Soulstorm, Outriders, Overcooked: All You Can Eat, Returnal, Scarlet Nexus, Sea of Solitude, Star Wars: Tales from the Galaxy's Edge, Super Meat Boy Forever, Super Smash Bros. Ultimate, Warhammer 40,000: Darktide e Warframe.
Os novos jogos anunciados durante a cerimônia incluíram:
- Ark II
- Century: Age of Ashes
- Crimson Desert
- Endless Dungeon
- Evil Dead: The Game
- Evil West
- F.I.S.T
- Ghosts 'n Goblins Resurrection
- Loop Hero
- Sequência de Mass Effect sem título
- Open Roads
- Perfect Dark
- Road 96
- Season
- Shady Part of Me
- Tchia
- The Callisto Protocol
- We Are OFK

## Recepção
O evento teve uma recepção mista das publicações da mídia. Dean Takahashi, da VentureBeat, elogiou a cerimônia, aplaudindo particularmente sua celebração de diversos jogos como The Last of Us Part II e Tell Me Why, bem como os anúncios de novos jogos variados e interessantes. Todd Martens, do Los Angeles Times, sentiu que o evento deveria ter dado mais tempo para os desenvolvedores falarem e discutirem suas visões artísticas por trás dos jogos, observando que a apresentação fez pouco em demonstrar os jogos eletrônicos como arte. Kat Bailey, da USgamer, questionou a indicação de Doom Eternal para Jogo do Ano, descrevendo-o como "confuso, sem foco e, bem, apenas não tão bom" quanto seu antecessor.
Semelhante às preocupações sobre a predominância de Death Stranding nas indicações na cerimônia de 2019 devido à amizade de seu criador Hideo Kojima com Keighley, alguns espectadores compartilharam preocupações relacionadas a The Last of Us Part II na premiação de 2020, tanto pelo seu sucesso em suas categorias quanto pelas práticas de "crunch time" da desenvolvedora. The Last of Us Part II foi bem recebido no lançamento, mas elementos narrativos polarizaram alguns críticos e jogadores, e o jogo foi sujeito a uma review bombing. Ian Walker, da Kotaku, criticou a vitória do jogo na categoria "Melhor Direção de Jogo", observando que Hades deveria ter vencido devido à cultura de trabalho menos exigente da desenvolvedora Supergiant Games. Keighley afirmou que os prêmios não foram manipulados da maneira que alguns telespectadores sugeriram e que não houve influência da Naughty Dog ou de sua equipe na seleção do prêmio. Ele disse que o jogo era popular entre os jogadores e a mídia, como comprovado pelo prêmio "Voz dos Jogadores", no qual The Last of Us Part II ficou em segundo lugar. Ele afirmou ainda que seria difícil incorporar critérios relacionados a jogos desenvolvidos sob práticas inadequadas da indústria, como "crunch time", no processo de seleção de prêmios sem se tornar uma ladeira escorregadia, mas acredita que as discussões sobre essas práticas devem ser mantidas por uma comunidade maior.
A cerimônia teve um número de mais de 83 milhões de visualizações, com 8,3 milhões de espectadores simultâneos em seu pico. Keighley expressou sua surpresa com o crescimento consistente da série ao longo dos anos, mas confessou que isso o levou a temer "aquele ano em que não cresce ... Vai ser um ano em que não teremos as mesmas visualizações".